# Yémen aux Jeux olympiques d'été de 1992
Le Yémen participe aux Jeux olympiques d'été de 1992 à Tokyo. Il s'agit de sa première participation aux Jeux d'été après l'unification du Yémen en 1990.

## Résultats

### Athlétisme
Trois athlètes sont engagés en semi-fond et fond : aucun ne parvient à se qualifier pour les phases finales
- Anwar Mohamed (800 m) : 7e de sa série en 1:52.71
- Awad Salah Nasser (1500 m) : 11e de sa série en 3:51.89
- Khalid Al-Estashi (10000 m) : 26e de sa série en 30:49.58

### Judo
Cinq judokas se présente au tournoi olympique, tous battus dès leur premier combat
- Salah Al-Humaidi (−60 kg) : battu par Pradayrol (FRA)
- Mansour Al-Soraihi (−65 kg) : battu par Byala (IND)
- Mohamed Al-Jalai (−71 kg) : battu par Vargas (ESA)
- Ahmed Al-Shiekh (−78 kg) : battu par Dorjbat (MGL)
- Yahia Mufarrih (−86 kg) : battu par Filipov (BUL)